# Attilio Giordani
Attilio Giordani (Milano, 13 febbraio 1913 – Campo Grande, 18 dicembre 1972) è stato un educatore italiano, membro dell'Associazione cooperatori salesiani.

## Biografia
Attilio Giordani nasce a Milano il 13 febbraio 1913, primo di tre figli: suo padre, Attilio Giordani, era un ferroviere che ogni mattina d'inverno andava a portare un cesto di carbone a due poveri anziani prima di andare al lavoro, sua madre, Amalia Marucco, era una casalinga molto cagionevole di salute. Aveva due fratelli: Angela (suora professante nell'ordine delle Figlie di Maria Ausiliatrice) e Camillo (sacerdote).
Dal 1922 iniziò a frequentare la scuola della Società salesiana di San Giovanni Bosco nell'Oratorio di Sant'Agostino, con il fratello Camillo. Camillo perseguì gli studi sacerdotali, mentre Attilio cominciò ad assumere un ruolo attivo nelle iniziative parrocchiali ed a diventare catechista tra gli adolescenti. Giordani era un membro attivo nella parrocchia di Sant'Agostino che i salesiani gestivano. Assisterà tempo dopo all'ordinazione sacerdotale del fratello (ricevuta dal cardinale arcivescovo di Milano Alfredo Ildefonso Schuster), il 25 marzo 1950 a Milano. 
Prestò anche servizio militare tra il 23 luglio 1934 e l'8 settembre 1944, poco prima della fine della seconda guerra mondiale; fu inviato da Milano sul fronte greco-albanese prima di servire in altre aree. Lavorò in seguito presso gli stabilimenti Pirelli. Il 6 maggio 1944 sposò la catechista Noemi D'Avanzo ed ebbero tre figli: Pier Giorgio (1945), Maria Grazia (1947) e Paola (1952). La passione per il catechismo lo portò a farsi notare per la sua intelligenza ed allegria; aveva inoltre un buon senso dell'umorismo quando teneva le lezioni in oratorio. 
Giordani contribuì inoltre al movimento Crociata della Gentilezza nel 1950, la quale ricevette la benedizione del cardinale arcivescovo di Milano Giovanni Battista Montini (futuro Papa Paolo VI) ed il sostegno del cardinale patriarca di Venezia Angelo Giuseppe Roncalli (futuro Papa Giovanni XXIII). Giordani fu colpito da un infarto nel 1962 che lo costrinse a sospendere le sue attività abituali per un lungo periodo di riposo a Deiva Marina. I figli si trasferirono missionari volontari in Brasile, nel Mato Grosso do Sul, sotto la direzione del sacerdote Ugo De Censi. Giordani e la moglie li raggiunsero nel 1972, aiutandoli nel loro lavoro nonostante il pessimo stato di salute di Attilio sempre più in declino; giunsero in Brasile, dal porto di Genova ed a bordo della nave "Giulio Cesare", a Poxoreu. Tempo dopo, le figlie Maria Grazia e Paola tornarono in patria nell'ottobre del 1972, per motivi di lavoro.
Un ulteriore attacco cardiaco uccise Giordani il 18 dicembre 1972, a Campo Grande, poco dopo aver parlato ad una folla di persone. Adagiò la testa sulla spalla di Ugo De Censi prima di rivolgersi al figlio Pier Giorgio, sussurrandogli di continuare al suo posto. La salma venne rimpatriata il 23 dicembre ed inumata nel cimitero di Vendrogno; tempo dopo fu traslata per ricevere sepoltura definitiva nella Basilica di Sant'Agostino a Milano.

## Processo di beatificazione
Il processo di beatificazione è stato avviato, dall'arcidiocesi di Milano, in un processo diocesano presieduto dal cardinale Carlo Maria Martini il 21 novembre 1994 e poi chiuso in una messa speciale il 19 gennaio 1996. Il processo ha visto l'accumulo di documenti e testimonianze di coloro che conoscevano Giordani come i suoi figli. Questa indagine diocesana è stata condotta nonostante il fatto che l'introduzione formale alla causa non sia arrivata fino a quando la Dicastero delle cause dei santi ha emesso l'editto ufficiale "nihil obstat" (nessuna obiezione), conferendo a Giordani la nomina di Servo di Dio il 22 novembre 1994. Il C.C.S. in seguito ha preso in carico l'indagine ed ha emesso un decreto di convalida dell'indagine diocesana il 20 marzo 1997 ed ha ricevuto il dossier Positio per la valutazione nel 2001.
Nove teologi hanno confermato la loro approvazione alla causa nel loro congresso tenutosi il 5 febbraio 2013, mentre i cardinali ed i vescovi membri della C.C.S. hanno confermato la loro approvazione nella riunione tenutasi alcuni mesi dopo, il 24 settembre 2013. Giordani è diventato venerabile il 9 ottobre 2013 dopo che Papa Francesco ha firmato un decreto che riconosceva che Giordani aveva vissuto una vita praticando virtù eroiche. 
L'attuale postulatore di questa causa è il sacerdote salesiano Pierluigi Cameroni.